# Бругијере (Варезе)
Бругијере је насеље у Италији у округу Варезе, региону Ломбардија.
Према процени из 2011. у насељу је живело 18 становника. Насеље се налази на надморској висини од 327 м.